# Sophie de Bourtzoff
Sophie De Bourtzoff (1854 - c. 1925) was een Belgisch kunstschilderes werkzaam in de overgang van de 19e naar de 20e eeuw. Ze schilderde voornamelijk figuren, stillevens en bloemencomposities.
Ze was een zuster van de kunstschilderes Nathalie de Bourtzoff met wie ze samenwoonde in de Liefdadigheidstraat 31 in Brussel, vlak bij het kunstenaarsatelier Établissements Mommen.
Critici in de periode waarin zij haar werk tentoonstelde konden enige, zij het bescheiden, waardering uitbrengen voor haar werk.

## Tentoonstellingen
- Deelname aan een internationale tentoonstelling in München (1883).[3]
- Exposeerde samen met haar zuster Nathalie aan de vier tentoonstellingen georganiseerd voor de vrouwen van de Cercle Artistique in Brussel (1888,1890,1892,1893). Hiermee behoorde zij tot een selecte groep vrouwen die aan alle vier de tentoonstellingen van de Cercle Artistique hebben deelgenomen.[4]
- Tentoonstelling van kunstwerken van levende meesters in 's-Gravenhage (1890), aldaar werd haar ingezonden schilderij aangeboden voor 400 Belgische francs.[5]
- Salon van het Casino van Gent 1892
- Deelname aan de World's Columbian Exposition, Chicago, 1893[6]
- Wereldtentoonstelling van 1894, Antwerpen: "De wees", "Bloemenverkoopster"
- Salon 1903, Brussel
- Wereldtentoonstelling van 1910, Brussel
- Salon 1911, Kortrijk

## Galerij

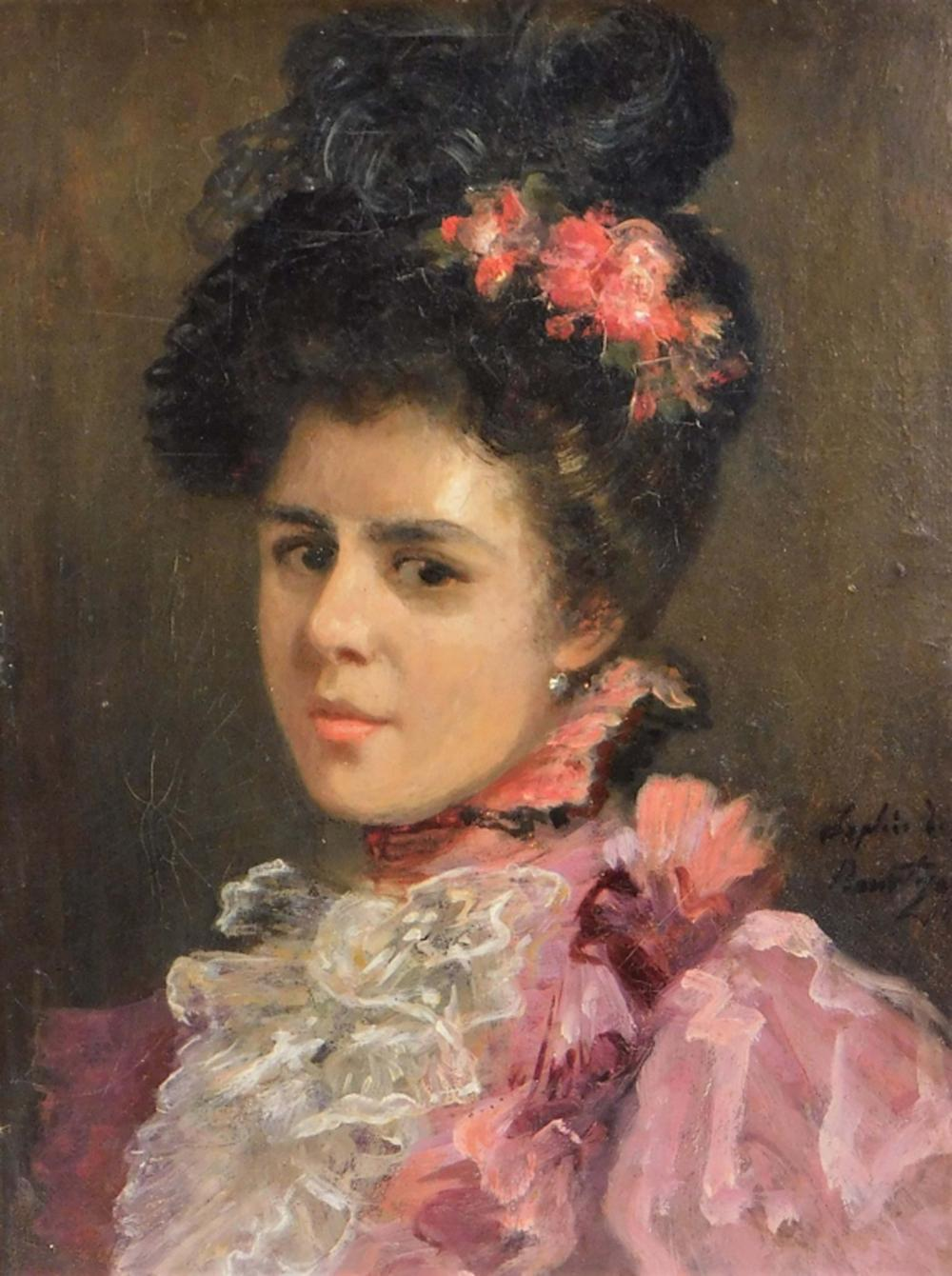
Portret van een dame (voor 1925)
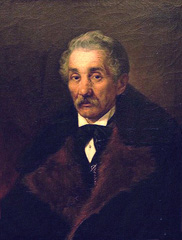
Portret van mijn vader (voor 1925)